# Nachterstedt
Nachterstedt  este o comună în Saxonia-Anhalt, Germania.

## Date geografice
Localitatea este situată în nord-estul regiunii de lângă Harz, între localitățile Aschersleben și Quedlinburg. La sud-vest de oraș curge râul Selke, afluent al lui Bode care se varsă în Saale. 

## Istoric
Nachterstedt este amintit deja în anul 961 într-un document istoric din timpul lui Otto II în care Nachterstedt era dăruit grofului Gero. După cum arată stema veche, locuitorii se ocupau cu exploatarea la zi a turbei sau cu pescuitul, peștii fiind conservați prin uscare, pământul roditor din regiune a permis și dezvoltarea agriculturii. Pe la mijlocul secolului XIX a început exploarea subterană cărbunelui brun, fiind semnalată în acel timp mina  "Grube Concordia", care devenit ulterior o exploatare la zi. În anul 1865 localitatea va legată de rețeaua de cale ferată Halberstadt-Aschersleben-Köthen, azi Halle-Halberstadt. În anul 1870 districtul Halle face cunoscut că în regiune s-a exploatat cantitatea de 250.000 t de cărbune, aici fiind una dintre cele mai mari mine de cărbuni din Prusia. O fabrică de brichete de cărbuni va fi construită în anul 1888 iar în anul 1914 se va construi o termocentrală. În timpul celui de al doilea război mondial au lucrat în mină în condiții catastrofale câteva sute de prinzioneri sovietici, sau de alte naționalități, dintre acesti au murit un număr de 120 -140 de prinzioneri. Localitatea ca și calea ferată din anul 1928 din cauza extinderii regiunii de exploatare au trebuit să fie mutate la câțiva kilometri, pe locul vechii localități azi se află un loc de agrement cu lacul Concordia. În anul 1960 mina de cărbuni are peste 6.500 de angajați, iar din anul 1990 după o perioadă de 150 de ani de activitate, mina este închisă. 
Golurile mari rămase din perioada de obținere a cărbunilor, au cauzat în luna iulie 2009, în urma unor  averse mari de ploaie, alunecări masive de teren însoțite de surpări, care au dus la dispariția fără urmă a câteva case și a unei familii din localitate.